# Pierrefitte (Corrèze)
Pierrefitte is een gemeente in het Franse departement Corrèze (regio Nouvelle-Aquitaine) en telt 78 inwoners (2009). De plaats maakt deel uit van het arrondissement Tulle.

## Geografie
De oppervlakte van Pierrefitte bedraagt 10,3 km², de bevolkingsdichtheid is dus 7,6 inwoners per km².
De onderstaande kaart toont de ligging van Pierrefitte (Corrèze) met de belangrijkste infrastructuur en aangrenzende gemeenten.

## Demografie
Onderstaande figuur toont het verloop van het inwonertal (bron: INSEE-tellingen).